# Sigma TV (Армения)
Сигма ТВ (Սիգմա ԹիՎի) — компания, принадлежащая Общественной телекомпании Армении. Он предназначался для производства программ и сериалов для Общественного телевидения, а также транслировал программы канала через спутник.

## История
Компания была основана 22 марта 2003 года Норайром Мхояном и зарегистрирована в административном округе Малатия-Себастия города Еревана. Несмотря на это, компания в основном работала в здании Дома радио.
В 2004-2008 годах компания являлась продюсером программ на телеканале «Новый канал», одной из первых программ которого стала интеллектуальная игра «Бонус».
20 января 2005 года компания «Сигма ТВ» основала общество с ограниченной ответственностью «Индивидум Медиа», которое предназначалось для производства рекламы и продажи спонсорских пакетов для Общественной телерадиокомпании и Нового канала. Individum Media сотрудничала примерно с 50 рекламными агентствами в Армении и по всему миру, а также принимала участие в создании актуальной рекламы.
В 2006 году была основана компания «Ulysses Media», которая транслирует «Nor Radio», а в 2007 году стала издателем журнала «Newmag».
С 2008 по 2011 год компания Sigma TV стала эксклюзивным производителем программ телеканала «Арарат».
В 2012 году компания прекратила свою деятельность, после чего, согласно повестке суда по гражданскому делу № ЕКД/3806/02/15, ЗАО «Армбизнесбанк» инициировало производство по взысканию денежных средств с «Сигма ТВ», аффилированного лица Армана Симоняна и ряда других организаций, в список которых вошли следующие компании:
- Индивидум Маркетинг Группа ООО,
- Индивидум Медиа ООО,
- Рекламная международная маркетинговая группа ООО,
- Футбольный клуб «Улисс» ООО,
- ООО «Фильмс Маркетинг Групп».

## Ведущие
- Ани Еранян
- Анна Кокчян
- Авет Барсегян
- Ашот Казарян
- Армуш
- Арман Маргарян
- Арсен Григорян
- Аревик Геворгян
- Белла Варданян
- Ваагн Григорян
- Гоар Гаспарян
- Дина Аветисян
- Ирина Товмасян
- Карен Бабаджанян
- Карина Данелян
- Карине Саакян
- Лусине Бадалян
- Мамикон Симонян
- Саркис Мноян
- Феликс Хачатрян

## Трансляции
- 32 зуба,
- Бесплатная тема,
- Горячий угол,
- Армянская эстрада,
- Топ 10,
- Горячая десятка,
- Две звезды,
- Рубикон,
- Бонус,
- Энергия,
- Время вышло,
- Тест автомобиля,
- Евротоп,
- 50 SMS,
- Мы и они,
- Росинант,
- Желтые страницы,
- Перед сном,
- Абстрактный,
- Реалити-шоу,
- Кино кикс,
- Третий глаз,
- Иностранные игры,
- Приятного аппетита,
- Санаторий,
- Умелые руки,
- Сказка зовёт,
- Сделано в СССР,
- Наш ретро,
- Кошачий рай,
- Карусель жизни,
- Золотой кларнет.

### Сериалы
- Заброшенные,
- Сироты,
- Школа Ангелов․